# Прусов Віталій Арсенійович
Прусов Віталій Арсенійович (*16 лютого 1940 року в Севастополі) — український гідромеханік та метеоролог, доктор фізико-математичних наук, професор кафедри метеорології та кліматології географічного факультету Київського національного університету імені Тараса Шевченка.

## Біографія
Народився 16 лютого 1940 року в Севастополі. Закінчив у 1964 році теплотехнічний факультет Київського політехнічного інституту зі спеціальності «теплоенергетичне устаткування електростанцій». У 1964–1967 роках інженер відділу термодинаміки газових потоків Інституту технічної теплофізики АН УРСР. У 1967–1983 роках працює інженером, старшим інженером, старшим викладачем, доцентом кафедри обчислювальної математики та програмування Київського інституту інженерів цивільної авіації (КІІЦА). У 1983–2007 роках завідувач науковими підрозділами Українського науково-дослідного гідрометеорологічного інституту, науковий керівник понад 10 науково-дослідних робіт, пов'язаних з розробкою чисельних методів прогнозу погоди з різною завчасністю. Рішенням Центральної методичної комісії Державної гідрометеорологічної служби розроблений метод прогнозу погоди для території України було рекомендовано до впровадження в Гідрометцентрі України (2006). У 2003 році присвоєно вчене звання професора. З 2007 року професор кафедри метеорології та кліматології Київського університету.
Кандидатська дисертація «Дослідження характеристик течії поблизу соплових апаратів, що реалізують пристінні струмені» захищена у 1974 році в Інституті гідромеханіки АН УРСР. Докторська дисертація «Чисельне дослідження мезомасштабних процесів в задачах динаміки нижнього шару атмосфери» захищена в 1992 році в московському Інституті прикладної механіки АН СРСР.
Викладає спеціалізовані курси: «Основи гідромеханіки і термодинаміки», «Динамічна метеорологія», «Чисельні методи прогнозу погоди». Член спеціальної Вченої ради Київського університету з захисту дисертацій, член Вченої ради Українського науково-дослідного гідрометеорологічного інституту. Член редколегії наукових збірок праць УкрНДІ гідрометеорології «Питання аналізу і прогнозу погоди» та Українського інституту досліджень навколишнього середовища і ресурсів «Екологія і ресурси».

## Нагороди і відзнаки
Лауреат премії імені Тараса Шевченка Київського університету у 2009 році за підручник «Математичне моделювання атмосферних процесів». Відзначений знаком «Почесний працівник гідрометслужби України» (2004 рік).

## Наукові праці
Наукові інтереси: експериментальна та теоретична гідромеханіка; чисельні методи в рівняннях математичної фізики; дослідження, присвячені математичному моделюванню циркуляції атмосфери та антропогенного впливу на неї; чисельні методи прогнозу погоди. Автор понад 60 наукових праць, 5 монографій, 9 книг. Під науковим керівництвом захищено 3 кандидатські дисертації, 2 підготовлено до захисту. Основні праці:
1. Інформатизація аерокосмічного землезнавства. — К., 2001 (у співавторстві).
2. Стихійні метеорологічні явища на території України за останнє двадцятиріччя (1986–2005). — К., 2006 (у співавторстві).
3. Моделювання природних та техногенних процесів в атмосфері. — К., 2006 (у співавторстві).
4. Математичне моделювання атмосферних процесів. — К., 2005 (у співавторстві).
5. Динамічна метеорологія. — К., 2009 (у співавторстві).